# El Capitan
El Capitan is een 900 meter hoge granieten bergwand in het Yosemite National Park, die in de Amerikaanse staat Californië ligt. El Capitan is onder klimmers beroemd om zijn zeer moeilijke klimroutes.

## Beklimmingen
De bekendste route op El Capitan is The Nose. Deze route is in 1958 voor het eerst beklommen door Warren Harding, Wayne Merry en George Whitmore. Zij hadden voor hun expeditie 47 dagen nodig en maakten gebruik van vast touw, dat zij zelf aanlegden. In 1975 werd The Nose, ook door een cordée van drie mensen, in één dag beklommen. In 1993 werd The Nose voor het eerst vrij beklommen door Lynn Hill, die daar 4 dagen voor nodig had. Een jaar later kwam Hill terug en klom de route in slechts 23 uur, een nieuwe standaard in de klimwereld. Het snelheidsrecord van The Nose staat op naam van Alex Honnold en Tommy Caldwell die er op 6 juni 2018 slechts 1 uur, 58 minuten en 7 seconden over deden om de top te bereiken.
Op 14 januari 2015 werd de Dawn Wall, een route op El Capitan, voor het eerst in een vrije klim bedwongen door Tommy Caldwell en Kevin Jorgeson, iets wat voorheen onmogelijk werd geacht. Zij hadden hiervoor 19 dagen nodig. De klim van Caldwell en Jorgeson werd vastgelegd in de documentaire The Dawn Wall. In november 2016 klom de Tsjechische klimmer Adam Ondra deze route in slechts 8 dagen. Op 3 juni 2017 klom Alex Honnold in een vrije klim van Freerider alleen in 3 uur en 57 minuten naar de top. Over deze klim werd de documentaire Free Solo gemaakt.

## Ongeval
Op 27 en 28 september 2017 raakten stukken rots van El Capitan los. Door het vallende puin kwam één persoon om het leven en raakten meerderen gewond.

## Trivia
- Nadat het computerbedrijf Apple haar nieuwste besturingssysteem in 2014 OS X Yosemite had genoemd, kondigde het bedrijf in juni 2015 aan dat de opvolger OS X El Capitan zou heten, naar de rotsformatie.[8][9]

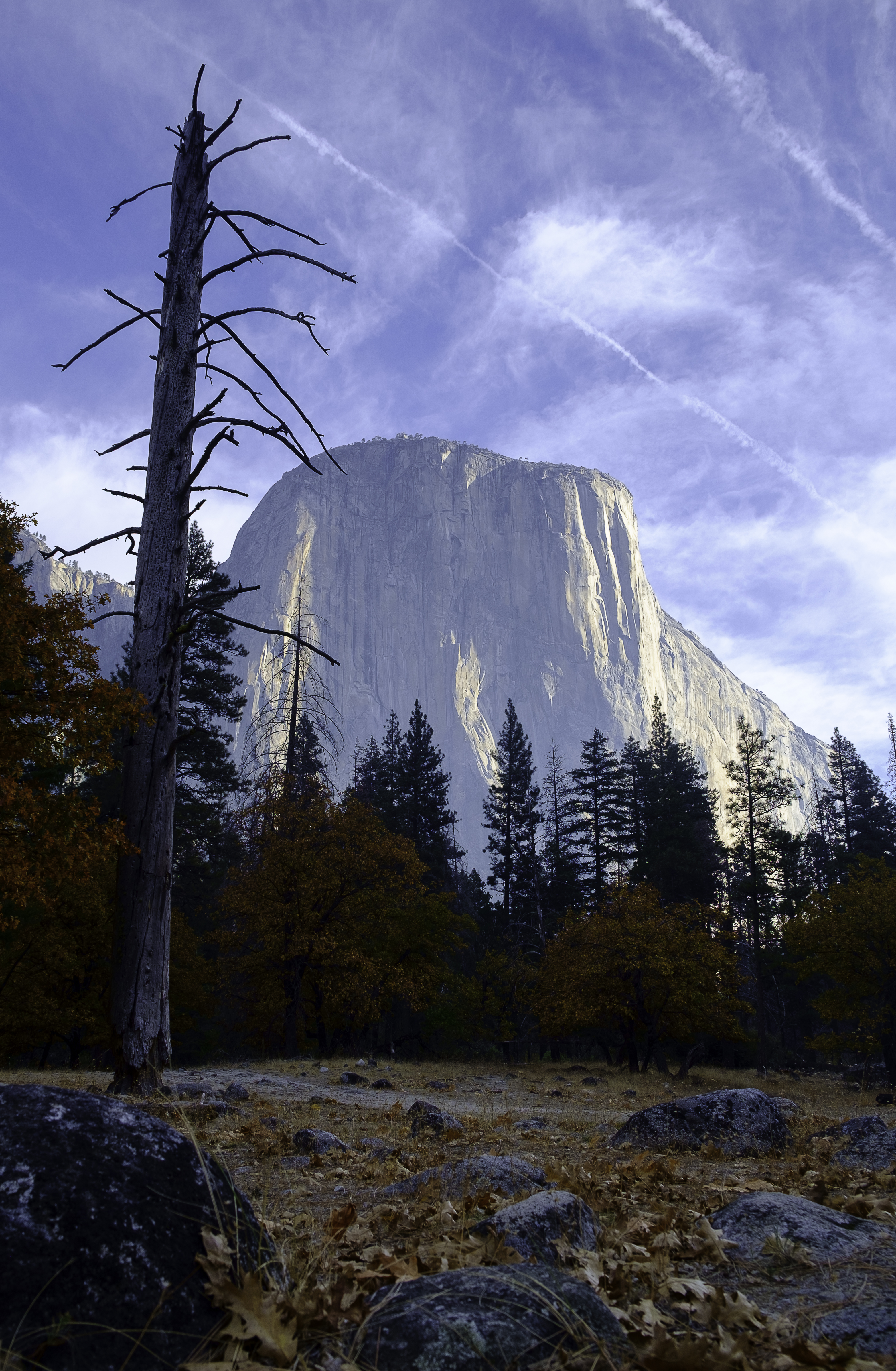
El Capitan, met klimmers
- Zijaanzicht El Capitan

- Library of Congress Control Number: sh88001242
- Nationale Bibliotheek van Israël: 987007532188505171
- Virtual International Authority File: 246953246
- WorldCat: E39PBJpPG3CQtyWWdmJBbqMtrq

Bezienswaardigheden: Bridalveil Fall · Cathedral Lakes · Cathedral Peak · Chilnualna Falls · Clouds Rest · El Capitan · Emerald Pool · Glacier Point · Grand Canyon of the Tuolumne · Grizzly Giant · Half Dome · Hetch Hetchy · Horsetail Fall · John Muir Trail · Mariposa Grove · Merced Grove · Merced River · Mount Conness · Mount Dana · Mount Lyell · Mount Starr King · Nevadawaterval · Ostrander Lake · Pacific Crest Trail · Sentinel Dome · Sentinel Rock · Tenaya Canyon · Tenaya Lake · Tunnel View · Tuolumne Grove · Tuolumne Meadows · Tuolumne River · Vernalwaterval · Wawona Tunnel Tree · Yosemite Valley · Yosemitewaterval

Bebouwing: Ahwahnee Hotel · Badger Pass Ski Area · Camp 4 · Curry Village · Glacier Point Hotel · Housekeeping Camp · LeConte Memorial Lodge · Pioneer Yosemite History Center · Rangers' Club · Parsons Memorial Lodge · Wawona · Wawona Hotel · Yosemite Valley Chapel · Yosemite Valley Lodge · Yosemite Village

Vervoer: SR 41 · SR 120 · SR 140 · Wawona Tunnel · Yosemite Area Regional Transportation System

Personen: Ahwahnechee · Chief Tenaya · Frederick Law Olmsted · Galen Clark · John Conness · John Muir · Sierra Miwok · Stephen Mather · Robert Underwood Johnson